# Canet-en-Roussillon
Canet-en-Roussillon város Franciaország déli részén, Languedoc-Roussillon régióban, Pyrénées-Orientales megyében.

## Földrajz

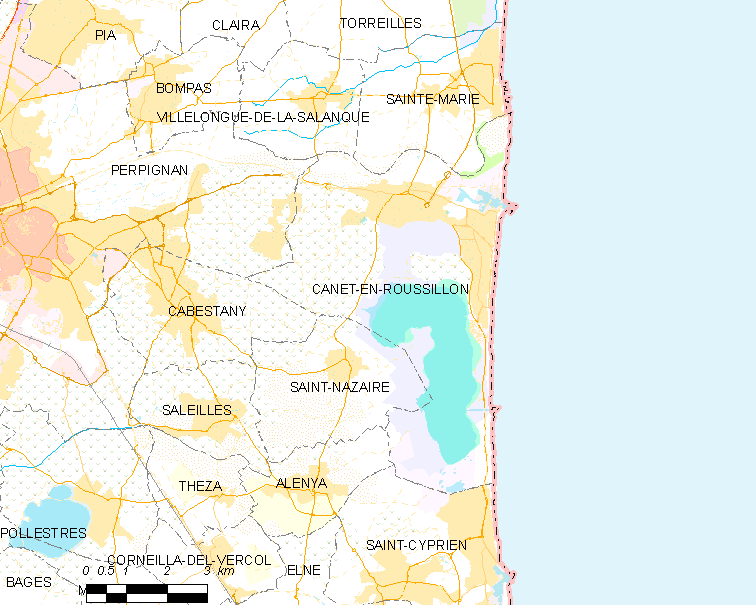
Canet-en-Roussillon térkép

## Politika
Canet-en-Roussillon polgármestere 2010 óta Bernard Dupont (UMP).
- 1950 - 1965 : François Moudat
- 1965 - 1966 : Christian Brignieu
- 1966 - 1971 : François Moudat
- 1971 - 1989 : Jacques Coupet
- 1989 - 2010 : Arlette Franco
- 2010 - : Bernard Dupont

## Demográfia
| Év   | Lakosság |
| ---- | -------- |
| 1954 | 1 853    |
| 1962 | 2 646    |
| 1968 | 3 658    |
| 1975 | 5 127    |
| 1982 | 7 219    |
| 1990 | 7 575    |
| 1999 | 10 182   |
| 2006 | 11 702   |
| 2012 | 12602    |

## Látnivalók
- A vár, 10–14. századból.
- Szent Jakab templom, 14–16. századból.

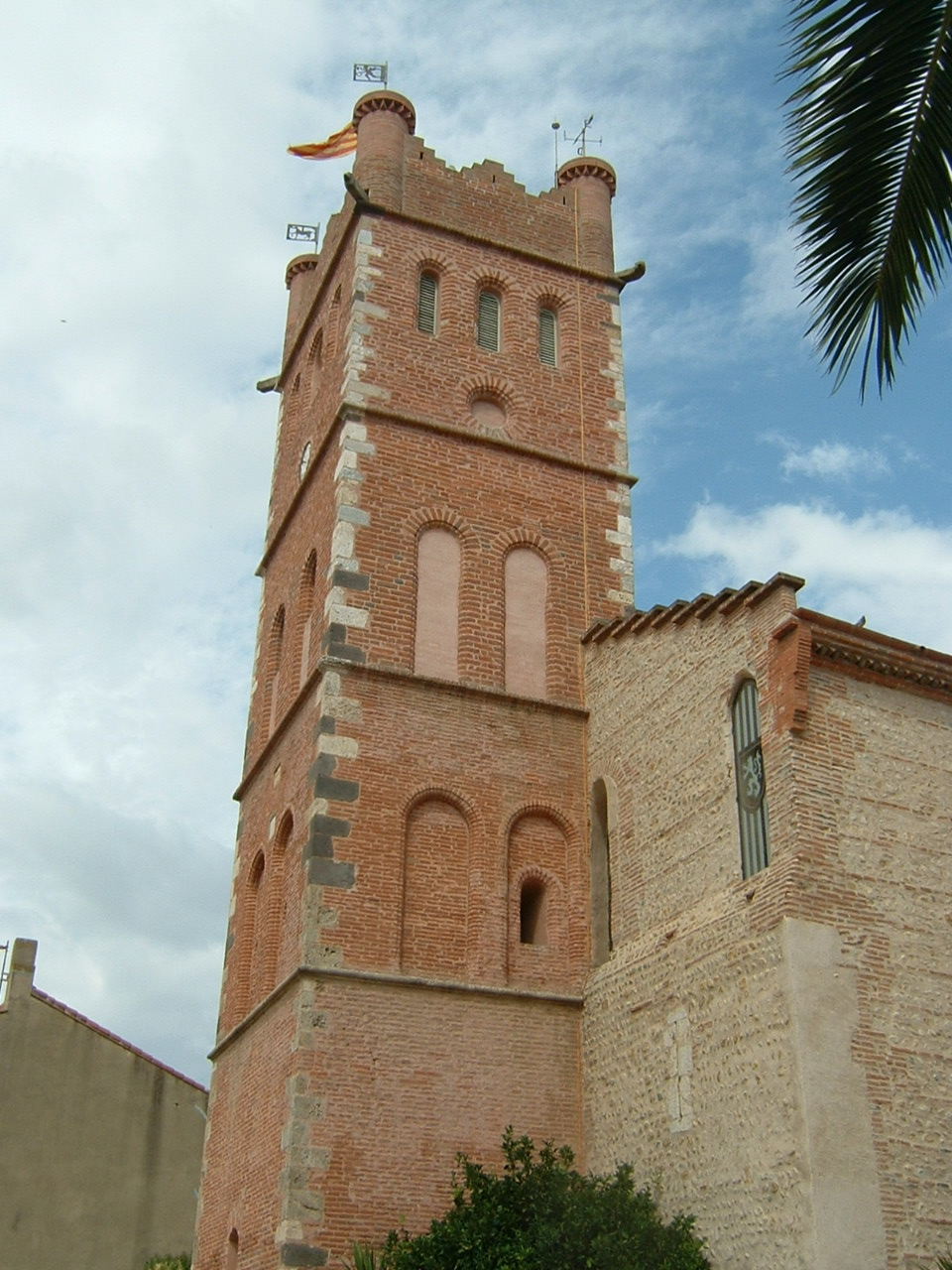
Szent Jakab templom

## Testvérvárosok
- - Maynooth, 2011 óta.

## Külső hivatkozások
- Hivatalos honlap